# NGC 1715
NGC 1715 is een emissienevel in het sterrenbeeld Goudvis. Het hemelobject werd op 2 november 1834 ontdekt door de Britse astronoom John Herschel.

## Synoniemen
- ESO 85-EN9